# Montague (Carolina del Norte)
Montague es un área no incorporada ubicada del condado de Pender en el estado estadounidense de Carolina del Norte. La localidad está al este de Currie, y al sureste de Yamacraw.